# Landvæsenskommission
Landvæsenskommissionerne er retsinstanser i Danmark, der regulerer lokale retsforhold på landet. De var tidligere organiseret under amterne i 26 enheder. Kommissionerne er besat med en dommer og to lægmænd, der har en indgangsvinkel til blandt andet vandløb, læhegn og private vejrettigheder.
Medlemmerne, kaldet landvæsenskommissærer, udpeges af Domstolsstyrelsen og er oftest landmænd. 
Ophørte i forbindelse med kommunalreformen 2007, hvorefter opgaverne overgik til kommunerne. 